# Kunstberatung
Kunstberatung ist eine üblicherweise kommerzielle Beratungsleistung von Kunstberatern bei der Anschaffung von Kunstwerken. Sie wird von unterschiedlichen Auftraggebern nachgefragt: Von Privatpersonen, die Kunstsammler und Kunstkäufer sind; von Unternehmen mit kunstfreundlicher Arbeits- und Unternehmenskultur; von Institutionen im Kunst- und Kulturbereich, wie Museen; und von kommunalen oder staatlichen Auftraggebern. Der kalkulierte Aufbau einer Kunstsammlung kann durch Kunstberatung gefördert werden. Es gibt kein allgemein anerkanntes Berufsbild Kunstberater. Weitere ungeschützte Berufsbezeichnungen sind Art Advisor, Art Supervisor, Art Consultant und Kunstmanager.

## Geschichte
Als Kunstberatung im historischen Sinn ist die Beratung von Fürsten, reichen Bürgern und Politikern erwähnenswert. Bereits Georg Gsell (1673–1740) kann als Kunstberater des Peters des Großen in den Jahren 1716/1717 in Amsterdam genannt werden. Johann Martin von Wagner (1825–1858) war Kunstberater von Ludwig I., König von Bayern. Bernard Berenson (1865–1959) ein amerikanischer Kunsthistoriker, begründete unter anderem den internationalen Kunstmarkt für Alte Meister, und war als Kunstberater für Kunsthändler und Kunstsammler gefragt. Ernst Buchner (1892–1962) war, neben Karl Haberstock (1878–1956), einer der Kunstberater Adolf Hitlers, und Bruno Lohse (1911–2007), der Kunstberater und Kunstagent Hermann Görings. Einer der Kunstberater von Queen Elizabeth II. war Francis John Baggott Watson (1907–1992).

## Berufsfeld
Es gibt kein allgemein anerkanntes oder verbindliches Berufsbild. Kunstberater sollen eher neutrale Mittler zwischen dem Kunstkäufer und den Anbietern am Kunstmarkt sein, als im Interesse eines Kunstverkäufers zu handeln. In der Praxis ist die Unabhängigkeit nicht immer gegeben. Ist die Beratung nicht an eine Galerie, einen Kunsthändler oder andere Verkaufsinteressenten im Kunstmarkt gebunden, kann sie auf die Wünsche des Sammlers und Investors eingehend, ein individuelles Kunstkonzept entwerfen, einen unabhängigen Überblick über den Kunstmarkt geben, bei Kaufentscheidungen helfen und zur längerfristig sinnvollen Zusammenstellung einer Kunstsammlung beitragen.
Die Kunstberater handeln nicht nur als Einkaufsmanager: In der Zusammenarbeit mit Künstlern, Kunsthändlern, Galeristen und Sammlern, die verkaufen möchten, sind sie gleichzeitig Vermittler und Verkaufsmanager. Oft betätigen sich Kunsthändler und Künstler nebenberuflich als Kunstberater. Viele Kunstberater arbeiten freiberuflich, manche jedoch als Angestellte einer im Kunstmarkt tätigen Firma oder eines Finanzinvestors, beispielsweise der Deutschen Bank.
Im Umfeld des Kunsthandels zielt die Kunstberatung heute oft auf günstigen Einkauf und erwartete Wertsteigerungen von Kunst. Große Unternehmen, die ihre Innen- und Außenbereiche gemäß ihrer Arbeits- und Unternehmenskultur mit Kunstwerken ausstatten, lassen sich dabei beraten. In der Kunstberatung selten sind hochqualifizierte Kunsthistoriker oder anderweitig besondere Kunstkenner, die eine Sammlung über finanzielle Erwartungen hinausgehend auf zukünftige kulturelle Bedeutung anlegen können.
Nicht zur Kunstberatung gehört der Beruf des Kunstagenten, der im Auftrag von Berufskünstlern tätig wird.

## Zeitgenössische Kunstberater
Zu den bekanntesten zeitgenössischen Kunstberatern zählen Helge Achenbach, Christian von Holst und Karl Ruhrberg sowie für die Vereinigten Staaten Thea Westreich.

## Belege
1. ↑  Walter Grasskamp: Wer hat Angst vorm Art-Consultant? Welt Online, 31. Mai 2000, abgerufen am 25. Juli 2012: „Es handelt sich um den Art-Consultant, der gegen Honorar ratlosen Kunst-am-Bauherren und Konzernsammlern die passenden Kunstwerke vermittelt.“
2. 1 2  Kunstberaterin. In: Berufslexikon. AMS Österreich: Arbeitsmarktforschung und Berufsinformation, abgerufen am 25. Juni 2012.
3. ↑  Emotionale Rendite. Zeit Online, abgerufen am 25. Juni 2012: „Dass etwa die Deutsche Bank ihren Kunden neben Finanz- und Immobilien- auch Kunstberatung bietet, natürlich ganz individuell und je nach Geldeinlage kostenlos, spricht für sich.“
4. ↑  Emotionale Rendite. Zeit Online, abgerufen am 25. Juni 2012: „Betriebe sind das Hauptbetätigungsfeld des deutschen Kunstberaters. (..) rund vierzig Prozent der 300 größten deutschen Unternehmen besitzen Sammlungen mit mehreren Tausend Werken. Ihr Wert geht in die Milliarden, abgezweigt vom Betriebsvermögen.“
5. ↑  Emotionale Rendite. Zeit Online, abgerufen am 25. Juni 2012: „Viele von ihnen haben wenig oder gar keine kunsthistorische Vorbildung.“
6. ↑  Pilar Viladas: Installment Plan. The New York Times, 20. Januar 2008, abgerufen am 25. Juni 2012 (englisch).